# Eleccions legislatives letones de 1920
Les Eleccions legislatives letones de 1920 es van celebrar a Letònia el 17 i 18 d'abril de 1920. El Partit Socialdemòcrata Obrer Letó va emergir com el gran partit, guanyant-ne 57 dels 150 escons. L'elecció va ser boicotejada pels partits comunistes. L'Assemblea va ser la responsable de la redacció d'una constitució, que va ser aprovada el 15 de febrer i promulgada el 7 de novembre de 1922.

## Resultats
| Partit                               | Vots    | %    | Escons |
| ------------------------------------ | ------- | ---- | ------ |
| Partit Socialdemòcrata Obrer Letó    | 274,877 | 38.8 | 57     |
| Unió d'Agricultors Letons            | 126,434 | 17.8 | 26     |
| Partit d'Agricultors Letons          | 72,961  | 10.3 | 17     |
| Comitè dels Partits Alemanys Bàltics | 32,256  | 4.5  | 6      |
| Unió Demòcrates                      | 29,662  | 4.2  | 6      |
| Partit dels Treballadors             | 28,117  | 4.0  | 6      |
| Kristīgo zemnieku un katoļu partija  | 26,534  | 3.7  | 6      |
| Grup de Ciutadans No-Partisans       | 23,867  | 3.4  | 6      |
| Unió Nacional Cristiana              | 16,218  | 2.3  | 3      |
| Unió Agrària dels Senseterra         | 14,078  | 2.0  | 3      |
| Krievu pilsoņu grupa                 | 13,651  | 1.9  | 4      |
| Bloc Nacional Jueu                   | 12,764  | 1.8  | 5      |
| Bezpartejiskie bezzemnieki           | 11,180  | 1.6  | 2      |
| Ceire Cion                           | 8,254   | 1.2  | 1      |
| Latgales Ļaužu partija               | 6,539   | 0.9  | 1      |
| Apvienotās poļu partijas             | 5,525   | 0.8  | 1      |
| Vots nuls                            | 1,930   | –    | –      |
| Total                                | 710,934 | 100  | 150    |
| votants registrats / participació    | 797,662 | 89.1 | –      |
| Font: Nohlen & Stöver                |         |      |        |